# Mnichov (Velké Chvojno)
Mnichov (německy München) je malá vesnice, část obce Velké Chvojno v okrese Ústí nad Labem. Nachází se asi tři kilometry východně od Velkého Chvojna. V roce 2001 zde trvale žilo 28 obyvatel.
Mnichov leží v katastrálním území Mnichov u Lučního Chvojna o rozloze 1,97 km².

## Historie
První písemná zmínka o vesnici pochází z roku 1544.

## Obyvatelstvo
Při sčítání lidu v roce 1921 zde žilo 92 obyvatel (z toho 51 mužů) německé národnosti, kteří se hlásili k římskokatolické církvi. Podle sčítání lidu z roku 1930 měla vesnice 87 obyvatel: tři Čechoslováky a 84 Němců. Kromě šesti lidí bez vyznání byli římskými katolíky.
|                                                                                     | 1869 | 1880 | 1890 | 1900 | 1910 | 1921 | 1930 | 1950 | 1961 | 1970 | 1980 | 1991 | 2001 | 2011 |
| ----------------------------------------------------------------------------------- | ---- | ---- | ---- | ---- | ---- | ---- | ---- | ---- | ---- | ---- | ---- | ---- | ---- | ---- |
| Obyvatelé                                                                           | 131  | 109  | 106  | 94   | 100  | 92   | 87   | 70   | 53   | 57   | 43   | 18   | 28   | 66   |
| Domy                                                                                | 21   | 21   | 21   | 20   | 20   | 20   | 20   | 20   | .    | 12   | 10   | 11   | 11   | 13   |
| Počet domů z roku 1961 je zahrnut v celkovém počtu domů místní části Luční Chvojno. |      |      |      |      |      |      |      |      |      |      |      |      |      |      |